# Chinua Achebe

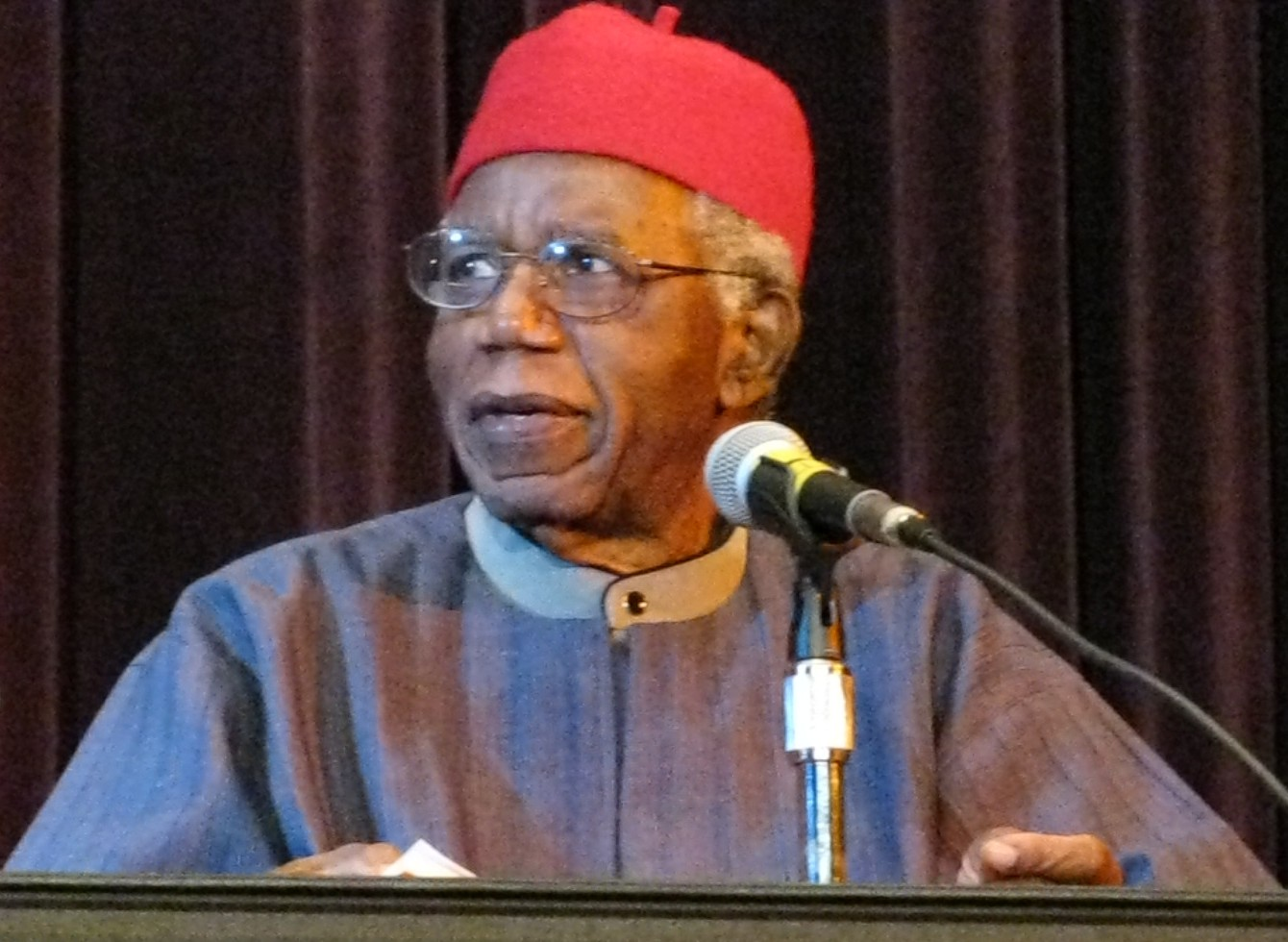
Chinua Achebe (2008)

Chinua Achebe (Ogidi (Anambra), 16 november 1930 – Boston, 21 maart 2013) was een Nigeriaanse romanschrijver en dichter.

## Biografie
Achebe werd geboren in Ogidi, Nigeria, en studeerde Engels, geschiedenis en theologie aan het University College in Ibadan. Hij was een Igbo, en in zijn werk speelt de geschiedenis van de Igbo een grote rol. Na een kort ziekbed overleed hij in een ziekenhuis in Boston.

## Belang
Achebe wordt beschouwd als de vader van de Afrikaanse roman in het Engels, en als een van de meest gewaardeerde schrijvers van de wereld. Van zijn moderne Afrikaanse klassieker Things Fall Apart, die in 1958 werd gepubliceerd, zijn wereldwijd meer dan tien miljoen exemplaren verkocht. Het boek is in vijftig talen vertaald en staat op talrijke lijsten van belangrijke boeken, in onder andere Noorwegen (de Noorse Boekenclub), Engeland (The Guardian en The Observer), Amerika (de lijst Radcliff, de American Public Library) en Afrika (de Beste Boeken van Afrika van de 20e Eeuw).

## Prijzen en eredoctoraten
Achebe ontving meer dan 30 eretitels van universiteiten in Engeland, Schotland, Canada, Zuid-Afrika, Nigeria en de Verenigde Staten, waaronder Harvard (1996), Brown (1998), Dartmouth College (1972), Southampton, Guelph (Canada), Kaapstad (Zuid-Afrika, 2002) en de Universiteit van Ife (Nigeria). In 2002 werd hem de prestigieuze Vredesprijs toegekend door de Duitse Boekhandel, in 2007 ontving hij de Man Booker International Prize.

## Boeken in Nederlandse vertaling
- Weerzien met vreemden (Nederlandse vertaling: J. Lenders-Savelbergh) Bilthoven, Nelissen, 1964. 2e verb. druk: Haarlem, In de Knipscheer, 1987 en 1989
- Een zoon van zijn volk (Nederlandse vertaling: Paul Dirken) Bilthoven, Nelissen, 1966. 2e verb. druk: 1967
- Een wereld valt uiteen (Nederlandse vertaling: Jaap Dicker & Vertaalgroep Bergeyk) Maasbree, Zelen, 1979. Andere uitgaven: Amsterdam, Muntinga, 1989 en Breda, De Geus/NRC, 2008
- Pijl van God (Nederlandse vertaling: Jac Dicker & Vertaalgroep Bergeyk) Maasbree, Zelen, 1981. Latere uitgaven: Amsterdam, Muntinga, 1991 en Breda, De Geus, 2011 (laatste editie: vertaling Robert Dorsman)
- Verlaten tempel van de macht (Nederlandse vertaling: Harrie Lemmens) Haarlem, In de Knipscheer, 1988. 2e druk, onder de titel Termietenheuvels in de savanne, Haarlem, In de Knipscheer, 1991
- Hoe meisjes oorlog voeren (verhalen) (Nederlandse vertaling: Peter Abspoel) Haarlem, In de Knipscheer, 1991
- Een jeugd onder Britse protectie (essays) (Nederlandse vertaling: Hanneke Nutbey) Breda, De Geus, 2010
- Termietenheuvels in de savanne (nieuwe vertaling) Breda, De Geus, 2016

- Bibsys: 90082405
- Biblioteca Nacional de Chile: 000204331
- Biblioteca Nacional de España: XX934147
- Bibliothèque nationale de France: cb11888047x (data)
- CiNii: DA04346550
- Digitale Bibliotheek voor de Nederlandse Letteren: ache007
- Gemeinsame Normdatei: 118646680
- International Standard Name Identifier: 0000 0001 2277 4961
- Library of Congress Control Number: n79064863
- Nationale Bibliotheek van Letland: 000116329
- Bibliotheek van het Japanse parlement: 00430927
- Nationale Bibliotheek van Tsjechië: jn20000600066
- Nationale bibliotheek van Australië: 35000720
- Nationale Bibliotheek van Israël: 987007257471705171
- Nationale Bibliotheek van Polen: a0000003102348
- Nationale en Universitaire bibliotheek Zagreb: 000165519
- Nederlandse Thesaurus van Auteursnamen: 068747934
- Istituto Centrale per il Catalogo Unico: CFIV096564
- LIBRIS: 31580
- SNAC: w6j396hf
- Système universitaire de documentation: 026677083
- Trove: 784636
- Virtual International Authority File: 24596756
- WorldCat: E39PBJbGW3cXbgFby79YGm3mh3